# بروس بولوك
بروس بولوك هو لاعب هوكي الجليد كندي، ولد في 9 مايو 1949 في تورونتو في كندا.

## وصلات خارجية
- بروس بولوك على موقع دوري الهوكي الوطني (الإنجليزية)
- بروس بولوك على موقع قاعة مشاهير الهوكي (لاعب أن.إتش.أل) (الإنجليزية)
- بروس بولوك على موقع EliteProspects.com (الإنجليزية)
- بروس بولوك على موقع HockeyDB.com (الإنجليزية)